# 自動車漫画
自動車漫画（じどうしゃまんが）、またはクルマ漫画とは、漫画のジャンルの一つで自動車を主題にした漫画。

## 概要

### 主題
自動車その物は普通に漫画に登場するが、自動車漫画の場合はそれがメインテーマとなる。クルマ好きの登場人物とそのクルマに対するこだわりや走りなどを扱った内容が多い。峠道や高速道路を舞台に走り屋（違法競走型暴走族）を主役にした作品、チューニングカーやエンスー・レストアを扱った作品、特定の車種への思い入れを描いた作品やそれらが複合した作品など様々である。F1やWRCなどモータースポーツを題材にした作品も数多い。

### 実社会に対する影響
1975年から集英社の「週刊少年ジャンプ」に掲載された『サーキットの狼』が大ヒットし、小学生を中心としてスーパーカーブームが巻き起こった。全国でスーパーカーの展示会が行われたり、スーパーカー消しゴムなどの関連商品が売り出されてヒットするなど社会的現象となった。日本でのランボルギーニ・カウンタックの知名度は、このスーパーカーブームにより大きく上昇した。
1995年より連載された『頭文字D』の大ヒットにより、主人公が乗るAE86 トレノの中古車相場が異様に値上がりするといった現象を起こした。

### 発表媒体
一般的にストーリー漫画は漫画雑誌に発表されることがほとんどであるが、自動車漫画の場合は自動車雑誌に掲載される場合も多い。講談社の『週刊ヤングマガジン』がこのジャンルに力を入れており、1990年代にはクルマ漫画とバイク漫画のみのGT増刊を数度発行していた。

## 自動車漫画を主に描いている漫画家
- 池沢さとし - 『サーキットの狼』、『サーキットの狼II モデナの剣』、『ミッドシップ隼』など。
- しんむらけーいちろー - 『KING』（走り屋もの）、『SPEED HEAVEN』（走り屋もの）、『D1グランプリ DD』、『プライベーターSAKI』など。
- 田中むねよし - 『赤羽がんこモータース』、『キャブレターズ』、『スウィートホイールズ』、『フール・オン・ザ・ホイール』、『V8探偵ディック』、『BOLTS AND NUTS!』など。
- 次原隆二 - 『F-1倶楽部』（モータースポーツもの）、『特別交通機動隊 SUPER PATROL』、『よろしくメカドック』（業者もの）、『レストアガレージ251』（業者もの）など。
- 西風 - 『CROSS ROAD』、『GTroman』、『DEADEND STREET』など。
- 宮本千代美 - 『亜久里伝説』（モータースポーツもの）、『G・T・MAESTRO』、『SCRAMBLE!』、『チューニングパパ』など。

## 主な作品
- アニマルJOE（藤沢とおる）
- 漢峠（有野篤）
- おまえの話はクルマばかり。（楠みちはる）
- 温泉女将一直線（岡田正尚）
- ガタピシ車でいこう!!（山本マサユキ）
- クルマンガ（原作：福野礼一郎、画：中野カンフー&中野トンフー）
- 恋する暴走クン 速田進ッ!（高倉あつこ）
- 交通事故鑑定人 環倫一郎（原作：梶研吾、画：樹崎聖、監修：江守一郎）、R2 TRAFFIC ACCIDENTS FILE（原作：梶研吾、画：樹崎聖）
- ザ・ドリフトガール（飯島ゆうすけ）
- GTR GREAT TABO REVOLUTION（原作：椎名理央、画：戸田尚伸）
- 自動車評論家K（クスノキプロ製作所〈原作+構成：楠みちはる 作画：下坂ひろ〉）
- シャコタン☆ブギ（楠みちはる）
- スーパーマシンRUN（渡辺諒）
- スピードマスター（岸虎次郎）
- ゼロレーサー（影丸譲也）
- 大黒夜（古沢優）
- チューニング特急（もとはしまさひで）
- 駐禁ウォーズ!!（原作：今井亮一、画：ウヒョ助）
- デス・トラップ（柴田昌弘）
- デッドヒート瞬（原作：鶴見史郎、画：もろが卓）
- バースト（柴田昌弘）
- HIGHWAY STAR（大友克洋）
- 走り屋ジン（原作：牛次郎 画：すがやみつる）
- ばっくれ（とんぼはうす）
- FACTORY Z（原作：牧野茂雄、画：松枝尚嗣）
- VINTAGE HERO（原作：美斉津二郎、画：高橋よしひろ）
- V8キッド（もとはしまさひで）
- ブルヴァール（日生かおる）
- 炎のサーキット（すがやみつる）
- マシン・命-世界の自動車王物語-（バロン吉元）
- 横須賀熱血ロード（長田馨）
- ONE&ONLY（山田貴敏）
- ひみつ指令マシン刑事999（すがやみつる）
- ウチのクルマがこんなに可愛いわけがない!?（鈴木秀吉）

## 走り屋を主題にした作品
おもに公道を舞台とする走り屋（違法競走型暴走族）を扱った作品。なお、「共同危険型暴走族」を扱った作品は暴走族漫画を参照。
- 頭文字D（しげの秀一）
- SS（東本昌平）
- オーバーレブ!（山口かつみ）
- ジゴロ次五郎（加瀬あつし）
- D1ストリートリーガル カッティング・エッジ（原作：丸山康光、画：谷中乱歩、監修：D1コーポレーション）
- ナニワトモアレ（南勝久）
- 保土ヶ谷最中速派セブン（中野ハジメ）
- モーターガール（ラーラ）
- 湾岸ミッドナイト、湾岸ミッドナイトC1ランナー、銀灰のスピードスター（楠みちはる）
- 湾岸リベンジャー（原作：戸梶圭太、画：中村ゆたか）
- スピードマスター（岸虎次郎）

## 特定の車種を扱った作品
特定の車種・モデルおよび自動車メーカーを扱った作品。
- おもいでのハコスカ（はだみちとし） - 日産・スカイライン（C10型）
- カウンタック（岡崎武士） - ランボルギーニ・カウンタック
- カウンタック（梅澤春人） - ランボルギーニ・カウンタック
- 彼女のカレラ My Favorite Carrera、彼女のカレラRS（麻宮騎亜） - ポルシェ・911（964型）
- クアドリフォリオ（岡本健志） - アルファロメオ
- クルマにくるまって（原作：かわさき健、画：谷中乱歩） - オムニバス
- スピードアップ（水野広太郎） - オムニバス
- 僕はミニに恋してる（みやすのんき） - ミニ
- EUNOS（樹崎聖） - ユーノス・ロードスター
- 今日どこさん行くと？（鹿子木灯）-  スズキ・アルト
- ゆるキャン△（あfろ）- オムニバス　※題材はキャンプ
- mono（あfろ）- 日産・パオ　※題材はカメラ、写真
- 私の魅力がわからんと!?（鹿子木灯）- トヨタ・ヤリス
- いろはドライブ（葵さやか）- ミニ

## モータースポーツを主題にした作品

### F1などのフォーミュラカー
F1などのフォーミュラカーを扱った作品。
- 赤いペガサス（村上もとか）、赤いペガサスII-翔-（原作：村上もとか、画：千葉潔和）
- あんたが大将 オレさま烈伝（有野篤）
- F（六田登）
- F REGENERATION 瑠璃（六田登）
- Fの閃光 アイルトン・セナの挑戦!!（原作：西村幸祐、画：長沢克泰、鬼窪浩久）
- F・1キッド（すがやみつる）
- F-1伝説（原作：磯田健一郎、画：のだしげる）
- GP BOY（原作：赤井邦彦、画：鬼窪浩久）
- ジェントル萬（新谷かおる）
- シグナルブルー（森川ジョージ）
- ダンシングサンダー（千葉潔和）
- HAYATE（風童じゅん）

### WRCなどのラリー
WRCなどのラリーを扱った作品。
- 栄光に挑んだ男たち RALLY CHAMPION SUBARU WORLD RALLY Team（原作：美斉津二郎、画：石橋雅人）
- ガッデム（新谷かおる）
- NAVI（新谷かおる）
- FLAT OUT（しんむらけーいちろー）
  - FLAT OUT - マンガ図書館Z（外部リンク）
- Full Spec（関口太郎）

### カート
レーシングカートを扱った作品。
- capeta（曽田正人）
- 黄色いウサギ（柴田昌弘）
- ロケットでつきぬけろ!（キユ）

### その他
- 痛車娘。（あまのがみだい）
- MFゴースト（しげの秀一）
- クレージー・ロード（村上もとか）
- 少年NO.1（関谷ひさし）
- ドロファイター（村上もとか）
- 吠えろ!!レーサー（関谷ひさし）

## 自動車企業を主題にした作品
自動車企業を主題にした作品。
- 運命のZ計画（原作・監修：NHKプロジェクトX制作班、画：横山アキラ）
- 自動車部品メーカー電子営業物語（江上鴻基）
- 日本初のマイカーてんとう虫 町をゆく（原作・監修：NHKプロジェクトX制作班、画：木村直巳）
- 本田宗一郎本伝 -飛行機よりも速いクルマを作りたかった男-（原作：毛利甚八、画：ひきの真二）
- 夢のロータリーエンジン誕生（原作・監修：NHKプロジェクトX制作班 画：広井てつお、脚本：石上耕平）
- ラストファイト 名車よ永遠なれ（原作・監修：NHKプロジェクトX制作班、画：桑沢篤夫）
- 放課後のプレアデス（SUBARUとGAINAXが企画・制作したアニメーション作品が原作でコミカライズ化されている。）

## 販売業・整備業を主題とした作品
おもに自動車販売業、整備士（整備工場）、カスタム業者などの関連業種を扱った作品。
- アーサーGARAGE、アーサーGARAGE 熱血中古屋魂!!（たーし）
- ぜっしゃか! -私立四ツ輪女子学院絶滅危惧車学科-（せきはん）
- TOKYOブローカー（楠みちはる）、TOKYOブローカー（原作：楠みちはる、画：伊藤ゆう）

## 学習漫画
おもに解説を目的とした学習漫画。
- オフローディングコミック（作画：サトウユウ・和田知、監修：4X4MAGAZINE編集部）
- J's DoIt Ourself（原作：J's Tipo編集部、画：阿須和智朗）

## バスを扱った作品
バスを扱った作品
- あの夜行バスに乗って（森脇葵）
- おもいで停留所～バスに君が乗っていた頃～（池田邦彦）
- ころがし涼太（村田ひろゆき）
- バス走る。（佐原ミズ）
- 働く!バス娘〜かもめ交通風見営業所〜(犬吠あか太)
  - 働く! バス娘COMICAWA公式ページ
- 春行きバス（宇佐美真紀）
- みんなのバス（原作西ゆうじ、画引野真二）

## 主人公がプロドライバーの作品
主人公がプロドライバーの作品。
- いまにの輪太（原作：牛次郎 画：たがわ靖之）トラック
- 関西無敵会（どおくまんプロ）トラック
- クマトラ クレイジートラックストーリー（六田登）トラック
- 地獄の戦鬼（原作：東史朗、画：前田俊夫）タクシー
- シャコトラ鉄 （石山あきら）トラック
- セナのまわり道（郷田マモラ）タクシー
- DAT13（原作：新谷かおる、画：千葉潔和）運び屋
- CHARGER500（鷹岬諒）タクシー
- ヒメタク（細野不二彦）タクシー
- 漂流の街（山口正人）タクシー
- ミッドナイト（手塚治虫）タクシー
- わっぱ烈伝爆造（高橋幸二）トラック